# Капустин
Капу́стин — село в Україні, у Старокостянтинівській міській громаді Хмельницького району Хмельницької області. Населення становить 357 осіб. До 2020 орган місцевого самоврядування — Капустинська сільська рада.

## Історія
7 (20) листопада 1917 року, відповідно до.Третього Універсалу Української Центральної Ради, увійшло до складу Української Народної Республіки.
12 червня 2020 року, відповідно до розпорядження Кабінету Міністрів України № 727-р «Про визначення адміністративних центрів та затвердження територій територіальних громад Хмельницької області», увійшло до складу Старокостянтинівської міської громади.
19 липня 2020 року, після ліквідації Старокостянтинівського району, село увійшло до Хмельницького району.

## Населення

### Мова
Розподіл населення за рідною мовою за даними перепису 2001 року:
| Мова            | Кількість | Відсоток |
| --------------- | --------- | -------- |
| українська      | 348       | 97.48 %  |
| російська       | 8         | 2.24 %   |
| інші/не вказали | 1         | 0.28 %   |
| Усього          | 357       | 100 %    |

## Відомі люди
- Ничитайло Михайло Юхимович (* 1948) — український хірург, професор, доктор медичних наук, заслужений лікар України, лауреат Державної премії України в галузі науки і техніки, член-кореспондент Національної академії медичних наук України.
- Юзеф Ґжеґож Хлопіцький (1771—1854) — учасник повстання Косцюшка і наполеонівських воєн.